# 司雅杰
司雅杰（1998年12月4日—），陕西西安人，中國女子跳水運動員。

## 簡歷
2005年，司雅杰从青少年业余体校进入陕西省跳水队，兼練跳台和跳板項目，且两项都打下了比较扎实的基础；至2009年年底进入中国国家跳水队，师从张挺。
2010年8月，司雅杰在山东日照市举行的全国水上运动会暨全国青年跳水锦标赛上連奪十米跳台，双人三米跳板和个人全能三项亚军。2011年5月，她在天津举行的全国冠军赛中夺得全能冠军，這也是她第一个全国成年比赛冠军；同月，她首次代表國家隊参加国际比赛，在國際泳聯跳水大獎賽罗斯托克站中，与邢怡颖配对贏得双人10米跳台项目亞軍。
2011年9月，司雅杰在常熟举行的全国跳水锦标赛10米跳台决赛中，力壓世界冠軍陈若琳夺得冠軍；當中，其一套动作难度系数之和达到16，是国内选手中最高的；而五个动作中，她没有六组的倒立动作，而是加进了难度系数3.3的307C（反身翻腾三周半抱膝）。司雅杰在该动作完成出色，拿得全场最高得分94.05分。

### 世錦賽奪冠
2013年7月，司雅杰出戰西班牙巴塞罗那舉行的世界游泳錦標賽跳水比賽，在女子單人10米高臺比賽中以预赛第三名的成绩进入决赛，最終在决赛得到392.15分，以3.45分的力壓陈若琳夺冠。

## 主要比賽成績
只列出曾進入三甲的國際賽事成績：
| 年份   | 賽事                   | 項目         | 拍檔   | 成績   | 成績 |
| ------ | ---------------------- | ------------ | ------ | ------ | ---- |
| 2015年 | 世界跳水系列賽喀山站   | 混雙10米高台 | 练俊杰 | 345.18 | 冠軍 |
| 2015年 | 世界跳水系列賽倫敦站   | 混雙10米高台 | 练俊杰 | 332.88 | 冠軍 |
| 2015年 | 世界跳水系列賽溫莎站   | 10米高台     | －     | 377.90 | 亞軍 |
| 2015年 | 世界跳水系列賽溫莎站   | 女雙10米高台 | 连婕   | 327.90 | 冠軍 |
| 2016年 | 奧林匹克運動會跳水比賽 | 10米高台     | －     | 419.40 | 銀牌 |
| 2017年 | 世界跳水系列賽北京站   | 10米高台     | －     | 406.60 | 冠軍 |